# Gorgelpijp
De gorgelpijp (Ectopleura larynx) is een hydroïdpoliep uit de familie Tubulariidae. De wetenschappelijke naam van de soort werd in 1786 gepubliceerd door John Ellis & Daniel Solander.

## Beschrijving
De gorgelpijp vormt ronde massa's van grote roze poliepen. De stengels zijn buisvormig, met een geelachtig gekleurde omhulling en zijn vertakt aan de basis. De poliep is lichtroze tot rood, en bestaat uit een centrale cirkel van mondtentakels omringd door een tweede krans van blekere maar grotere tentakels. Totale hoogte 40–60 mm; diameter van de poliep en tentakels is ongeveer 10 mm.

## Verspreiding
Het verspreidingsgebied van de gorgelpijp ligt aan beide zijden van de Noord-Atlantische Oceaan, alsmede in de Middellandse Zee. Deze hydroïdpoliep wordt meestal gevonden op rotsen en op algen in matige tot sterke getijdenstromen. De soort komt het meest voor in ondiep water als aangroeisel aan pieren en de onderkant van boten, tot een diepte van 25 meter of meer in sterke getijdestromen. In Nederland is de gorgelpijp aanwezig in de Noordzee en de Zeeuwse wateren.

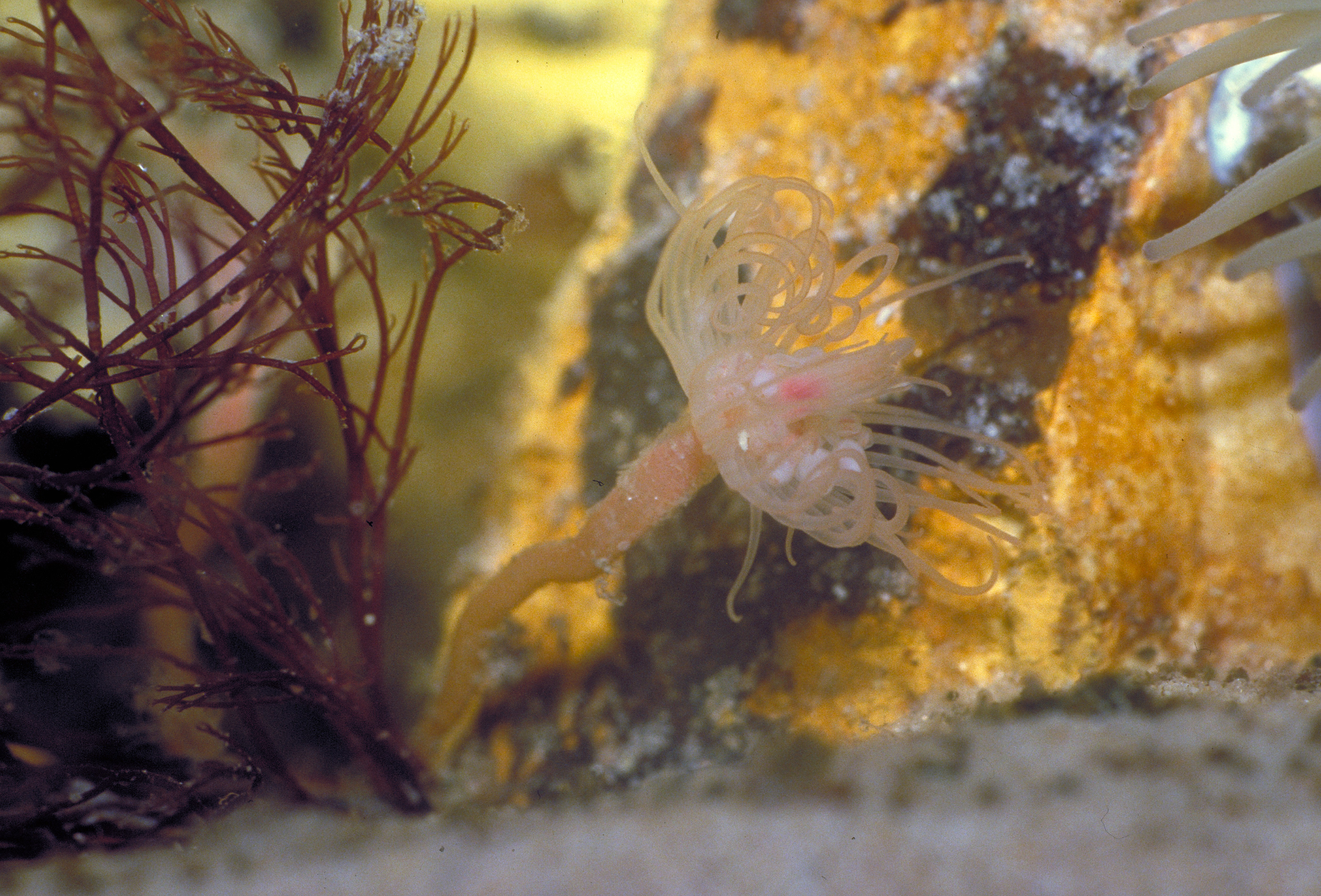
Gorgelpijppoliep, Ecomare